# Черёмушки (Хакасия)
Черёмушки — посёлок городского типа в Республике Хакасия России. Входит в состав городского округа город Саяногорск. Численность населения: 7382 чел. (2021).
Посёлок гидростроителей и эксплуатационников крупнейшей в России Саяно-Шушенской ГЭС, расположен в 32 километрах от города Саяногорска. Официальный статус посёлка городского типа  получен в 1974 году.

## Население
| 2002  | 2009  | 2010  | 2012  | 2013  | 2014  | 2015  |
| ----- | ----- | ----- | ----- | ----- | ----- | ----- |
| 9067  | ↘8989 | ↘8373 | ↘8261 | ↗8272 | ↘8205 | ↗8271 |
| 2016  | 2017  | 2018  | 2019  | 2020  | 2021  |       |
| ↘8170 | ↘8138 | ↘8113 | ↗8145 | ↘8081 | ↘7382 |       |

Большинство населения составляют русские.

## Транспорт
В посёлок ведет дорога 95Н-310 Саяногорск — Майнская ГЭС — Черёмушки, отсыпанная по берегу Енисея вдоль скал. Первоначально дорога была узкая с многочисленными горками, но в 1991-1993 годах из-за поднятия уровня водохранилища за Майнской ГЭС, дорогу подняли (в некоторых местах до 2 метров), расширили и поставили ограждения (до этого заграждением была насыпь железнодорожных путей). После реконструкции она приняла привычный сейчас облик с головокружительными видами на Енисей, горы и скалы.
Черёмушки соединены с ГЭС трамвайной линией. Трамвай работает с 6-30 до 20-15. В 1991 году в Ленинграде были закуплены несколько городских двухкабинных трамваев модели 71-88Г, которые пустили по старой железнодорожной колее от посёлка энергетиков до ГЭС. Бесплатные трамваи следуют с периодичностью в один час. Таким образом, была решена транспортная проблема для работников станции и жителей Черёмушек, а единственная в Хакасии трамвайная линия стала достопримечательностью посёлка.
Связь с Саяногорском общественным транспортом осуществляется автобусами 2 и 2а, которые также выступают как внутрипоселковый транспорт.

## Образование
В Черёмушках работает Саяно-Шушенский филиал СФУ. Дошкольное образование предоставляют несколько детских садов. Начальное, основное и среднее общее образование представлено Черёмушкинской СОШ №1 и МБОУ "Лицей "Эврика".

## Спорт

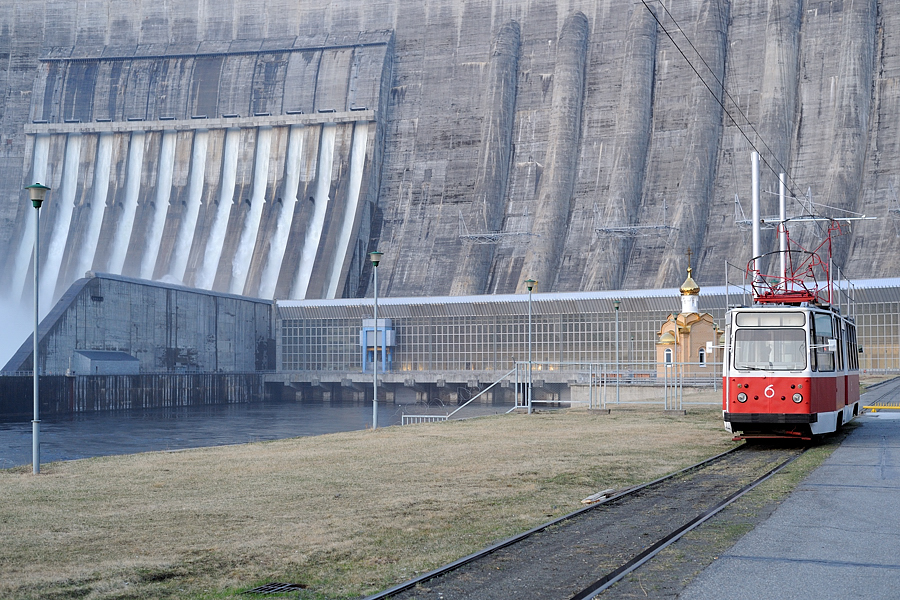
Трамвай и часовня в Черёмушках

В Черёмушках расположен четырехзвёздочный отель европейского уровня «Борус». По соседству с отелем расположен физкультурно-спортивный комплекс: дворец спорта площадью 3181 кв.м. с тремя спортзалами, двумя бассейнами, теннисным кортом, а также футбольное поле, крытая хоккейная площадка и горнолыжная база. Строительство спортивного комплекса было завершено в 1998 году. Также в поселке есть спортивно-туристический клуб «Борус», в котором занимаются дети от 10 лет. Они получают навыки спортивного ориентирования на местности, выживания в трудных условиях, скалолазания, ходят в походы по туристическим маршрутам до третьего уровня сложности, а летом проводят сплавы на байдарках по горным рекам (в т.ч. летние сплавы по Мане).

## Связь
Жители поселка одними из первых в республике получили возможность воспользоваться высокоскоростным доступом в глобальную сеть Интернет благодаря запуску сетей третьего поколения 3G и четвертого поколения 4G. На сегодняшний день 4G-сети запущены операторами «МТС», «Билайн», «Мегафон», «Yota». Стоит заметить, что «Ростелеком» начал предоставлять высокоскоростной доступ по технологии ADSL намного раньше операторов сотовой связи.

## СМИ
Медиахолдинг Саяногорска "Первое городское"